# فیلتر کسینوس بالارفته
فیلتر کسینوس بالابُرده، فیلتری است که به‌سبب توانایی‌اش در کمینه کردن تداخل میان‌سمبلی، اغلب برای شکل‌دهی پالس در مدولاسیون دیجیتال به کار می‌رود. نام آن از آن‌جا می‌آید که بخش ناصفر طیف فرکانس ساده‌ترین شکل آن ({\displaystyle \beta =1}) یک تابع کسینوس است که برای قرار گرفتن در بالای محور فرکانس (محور افقی)، بالا برده شده‌است.

## توصیف ریاضی

پاسخ فرکانسی فیلتر کسینوس بالارفته، به‌ازای چند فاکتور roll-off.

پاسخ ضربه فیلتر کسینوس بالارفته، به‌ازای چند فاکتور roll-off.

فیلتر کسینوس بالابرده، در واقع پیاده‌سازی فیلتر پایین‌گذر نایکویست است، یعنی فیلتری که پاسخش، تقارن جالبی در نزدیکی {\displaystyle {\frac {1}{2T}}} دارد، که {\displaystyle T} بازهٔ سمبل در سیستم است.
توصیف حوزهٔ فرکانس آن، یک تابع تِکّه‌ای‌تعریف‌شده است:
{\displaystyle H(f)={\begin{cases}1,&|f|\leq {\frac {1-\beta }{2T}}\\{\frac {1}{2}}\left[1+\cos \left({\frac {\pi T}{\beta }}\left[|f|-{\frac {1-\beta }{2T}}\right]\right)\right],&{\frac {1-\beta }{2T}}<|f|\leq {\frac {1+\beta }{2T}}\\0,&{\text{otherwise}}\end{cases}}}
یا:
{\displaystyle H(f)={\begin{cases}1,&|f|\leq {\frac {1-\beta }{2T}}\\\operatorname {hvc} \left({\frac {\pi T}{\beta }}\left[|f|-{\frac {1-\beta }{2T}}\right]\right),&{\frac {1-\beta }{2T}}<|f|\leq {\frac {1+\beta }{2T}}\\0,&{\text{otherwise}}\end{cases}}}
برای
{\displaystyle 0\leq \beta \leq 1}
و با دو مقدار مشخص می‌شود. {\displaystyle \beta } ضریب رول- آف و {\displaystyle T}، بازه سمبل است.
پاسخ ضربهٔ این فیلتر چنین است:
{\displaystyle h(t)={\begin{cases}{\frac {\pi }{4T}}\operatorname {sinc} \left({\frac {1}{2\beta }}\right),&t=\pm {\frac {T}{2\beta }}\\{\frac {1}{T}}\operatorname {sinc} \left({\frac {t}{T}}\right){\frac {\cos \left({\frac {\pi \beta t}{T}}\right)}{1-\left({\frac {2\beta t}{T}}\right)^{2}}},&{\text{otherwise}}\end{cases}}}
با در نظر گرفتن تابع سینک نرمال‌شده.

### فاکتور رول آف
فاکتور رول آف، {\displaystyle \beta }، اندازهٔ پهنای باند اضافهٔ  فیلتر است، یعنی پهنای باند فراتر از پهنای باند نایکویست {\displaystyle {\frac {1}{2T}}}.
اگر پهنای باند اضافه را با {\displaystyle \Delta f} نشان دهیم:
{\displaystyle \beta ={\frac {\Delta f}{\left({\frac {1}{2T}}\right)}}={\frac {\Delta f}{R_{S}/2}}=2T\,\Delta f}
که {\displaystyle R_{S}={\frac {1}{T}}} نرخ سمبل است.
نمودار، پاسخ دامنه را وقتی {\displaystyle \beta } از ۰ تا ۱ تغییر می‌کند و اثر آن بر پاسخ ضربه را نشان می‌دهد. چنان‌که دیده می‌شود، با کاهش {\displaystyle \beta }، ریپل پاسخ ضربه افزایش می‌یابد، که نشان می‌دهد که پهنای باند اضافهٔ فیلتر را می‌توان کاهش داد، اما تنها به‌بهای یک پاسخ ضربهٔ طولانی.

#### β = ۰
وقتی {\displaystyle \beta } به ۰ نزدیک می‌شود، ناحیه رول آف بسیار باریک می‌شود، بنابراین:
{\displaystyle \lim _{\beta \rightarrow 0}H(f)=\operatorname {rect} (fT)}
که {\displaystyle \operatorname {rect} (\cdot )}، تابع مستطیلی است، بنابراین پاسخ ضربه به {\displaystyle h(t)={\frac {1}{T}}\operatorname {sinc} \left({\frac {t}{T}}\right)} نزدیک می‌شود. از این رو، به یک فیلتر ایدئال هم‌گرا می‌شود.

#### β = ۱
وقتی {\displaystyle \beta =1}، بخش ناصفر طیف، یک کسینوس بالابرده خالص است که چنین ساده می‌شود:
{\displaystyle H(f)|_{\beta =1}=\left\{{\begin{matrix}{\frac {1}{2}}\left[1+\cos \left(\pi fT\right)\right],&|f|\leq {\frac {1}{T}}\\0,&{\text{otherwise}}\end{matrix}}\right.}
یا
{\displaystyle H(f)|_{\beta =1}=\left\{{\begin{matrix}\operatorname {hvc} \left(\pi fT\right),&|f|\leq {\frac {1}{T}}\\0,&{\text{otherwise}}\end{matrix}}\right.}

### پهنای باند
پهنای باند یک فیلتر کسینوس بالابرده، معمولاً عرض بخش ناصفر فرکانس‌مثبت طیف آن تعریف می‌شود، برای نمونه:
{\displaystyle BW={\frac {R_{S}}{2}}(\beta +1),\quad (0<\beta <1)}
پهنای باند رادیویی B سیگنال مدوله‌شده، دو برابر پهنای باند پایه BW است. برای نمونه:
{\displaystyle B=2BW=R_{S}(\beta +1),\quad (0<\beta <1)}

### تابع خودهمبستگی
تابع خودهمبستگی تابع کسینوس بالابرده چنین است:
{\displaystyle R\left(\tau \right)=T\left[\operatorname {sinc} \left({\frac {\tau }{T}}\right){\frac {\cos \left(\beta {\frac {\pi \tau }{T}}\right)}{1-\left({\frac {2\beta \tau }{T}}\right)^{2}}}-{\frac {\beta }{4}}\operatorname {sinc} \left(\beta {\frac {\tau }{T}}\right){\frac {\cos \left({\frac {\pi \tau }{T}}\right)}{1-\left({\frac {\beta \tau }{T}}\right)^{2}}}\right]}
خودهمبستگی را می‌توان برای تجزیه‌وتحلیل نتایج نمونه‌برداری به‌کار برد.

## کاربرد

قله‌های کسینوس بالابردۀ پشتِ‌هم، که ISI صفر را نشان می‌دهد.

هنگامی‌که برای فیلترکردن یک رشته سمبل به کار برود، فیلتر نایکویست، ISI را از میان می‌برد، زیرا پاسخ ضربهٔ آن در همهٔ {\displaystyle nT}ها به جز {\displaystyle n=0} صفر است ({\displaystyle n} یک عدد صحیح است).
بنابراین، اگر شکل موج فرستاده‌شده، در گیرنده به‌درستی نمونه‌برداری شود، سمبل فرستاده‌شده را می‌توان کامل بازیافت.
با این حال، در بسیاری از سیستم‌های مخابراتی، در اثر نویز سفید، در گیرنده از یک فیلتر منطبق استفاده می‌شود. برای ISI صفر، پاسخ روی‌هم‌رفته فیلترهای فرستنده و گیرنده باید {\displaystyle H(f)} باشد:
{\displaystyle H_{R}(f)\cdot H_{T}(f)=H(f)}
و بنابراین:
{\displaystyle |H_{R}(f)|=|H_{T}(f)|={\sqrt {|H(f)|}}}
به این فیلترها، فیلتر جذر کسینوس بالابرده می‌گویند.
کسینوس بالابرده یک فیلتر پنجره (Apodization) برای توری براگ فیبری است.